# روبرتو فیگوروا

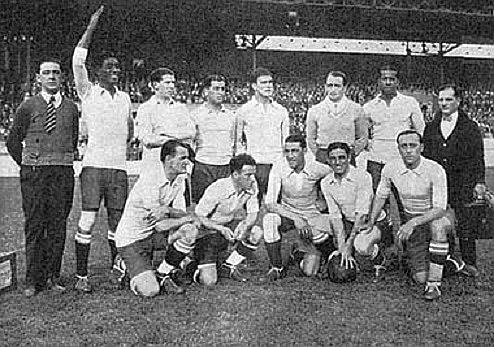
تیم فوتبال اروگوئه در المپیک ۱۹۲۸ آمستردام

روبرتو فیگوروا (اسپانیایی: Roberto Figueroa‎; ۲۰ مارس ۱۹۰۶ – ۲۴ ژانویهٔ ۱۹۸۹) بازیکن فوتبال اهل اروگوئه بود.
از باشگاه‌هایی که در آن بازی کرده‌است می‌توان به باشگاه فوتبال مونته‌ویدئو واندررز و باشگاه فوتبال ناسیونال اروگوئه اشاره کرد.